# اگاش
اگاش (به لاتین: Agăș) یک منطقهٔ مسکونی در رومانی است که در شهرستان باکائو واقع شده‌است.

## خصوصیات
اگاش ۶٬۶۶۸ نفر جمعیت دارد.